# Xiong Ni
Xiong Ni (熊倪S, Xióng NíP; 11 gennaio 1974) è un ex tuffatore cinese.
Ha vinto cinque medaglie olimpiche nei tuffi in quattro edizioni diverse dei giochi.
In particolare ha vinto la medaglia d'oro ai Giochi olimpici di Atlanta 1996 nella specialità trampolino 3 metri maschile, due medaglie d'oro a Sydney 2000 nel trampolino 3 metri e nel trampolino 3 metri sincro, una medaglia d'argento a Seul 1988 nella piattaforma 10 metri ed una medaglia di bronzo a Barcellona 1992 nella piattaforma 10 metri.
Ai campionati mondiali di nuoto 1991 ha conquistato la medaglia d'argento nella piattaforma 10 metri.
Inoltre ha vinto una medaglia d'oro e una d'argento ai giochi asiatici 1990 e due medaglie d'oro alle Universiadi 1993.